# 교토수호직
교토수호직(京都守護職)은 막말 1862년(분큐 2년)에 정사총재직(政事総裁職) 등과 함께 설치된 에도 막부의 직책이다.

## 개요
시마즈 히사미쓰가 주도한 분큐 개혁의 일환으로 마련된 새로운 직위이다. 당시 막부의 권위가 하락함에 따라 교토에는 국가에서 존왕양이파의 급진지사들이 모여 치안의 악화가 우려되고 있었다. 원래 에도 막부에서는 교토 쇼시다이(所司代), 교토 마치부교(町奉行)이 교토의 치안유지 책임을 담당하고 있었다. 그러나 과격파에 의한 천주(요인암살)이나 강도 행각 등의 소란이 횡행하여 소사대와 봉행소만으로는 막을 수 없다고 판단하고, 막부에서 교토의 치안 유지와 고쇼, 니죠 성의 경비 등을 담당하는 역할로 설치한 것이다.
아이즈번 마쓰다이라 가타모리가 1862년(분큐 2년) 9월 24일에 취임했다. 본진을 곤카이코묘지(金戒光明寺)에 두었다. 원칙적으로 번 병력 1,000명이 교토에 상주하면서 1년마다 교체했다. 가타모리는 처음에는 도쿠가와 요시노부, 마쓰다이라 요시나가의 거듭된 취임 요청을 거절했다. 번 재정은 이미 우라가, 에조치의 경비 책임을 맡은 것만으로 빈곤 상태에 있었으며, 가신들도 취임 반대 의견이 일치했다. 그러나 슌가쿠가 아이즈 번주 호시나 마사유키의 ‘아이즈 번은 막부를 수호해야 할 존재’라는 가훈을 인용했기 때문에 마침내 승낙하고 말았다. 책임 떠안게 된 군신들은 아이즈 번 에도 영주의 저택에서 ‘이제 아이즈 번은 망할 것’이라고 어깨를 끌어안고 통곡했다고 한다.
교토수호직은 교토 쇼시다이, 교토 마치부교, 교토 견회역(見廻役)을 산하에 두고, 견회역 휘하에 막신으로 구성된 교토 견회조도 지배하게 되었다.